# تيدياسيك
تيدياسيك (بالإنجليزية: Tidiacic)‏، هو دواء حامٍ للكبد. مكوّنه الأساسيّ هو تيدياسيك أرجينين (بالإنجليزية: tidiacic arginine)‏ ومسوَّق باسم تياديلون (بالإنجليزية: Tiadilon)‏، وهو تَوليفة بنسبة 1:1 من الحمض الأميني أرجنين وتيدياسيك (حمض ثيازوليدون-2,4-دي كاربوكسيل : thiazolidine-2,4-dicarboxylic acid)، الّذي يتصرّف كمعطي للكبريت.
في فرنسا، وصف استطبابه واستخدامه بـ«مثاليّ للسلبينيين».

## قراءة موسّعة
- Rizzo S (1986). "Clinical trial with arginine tidiacicate in symptomatic chronic persistent hepatitis". Int J Clin Pharmacol Res. ج. 6 ع. 3: 225–30. PMID:3527997.